# Duyvis

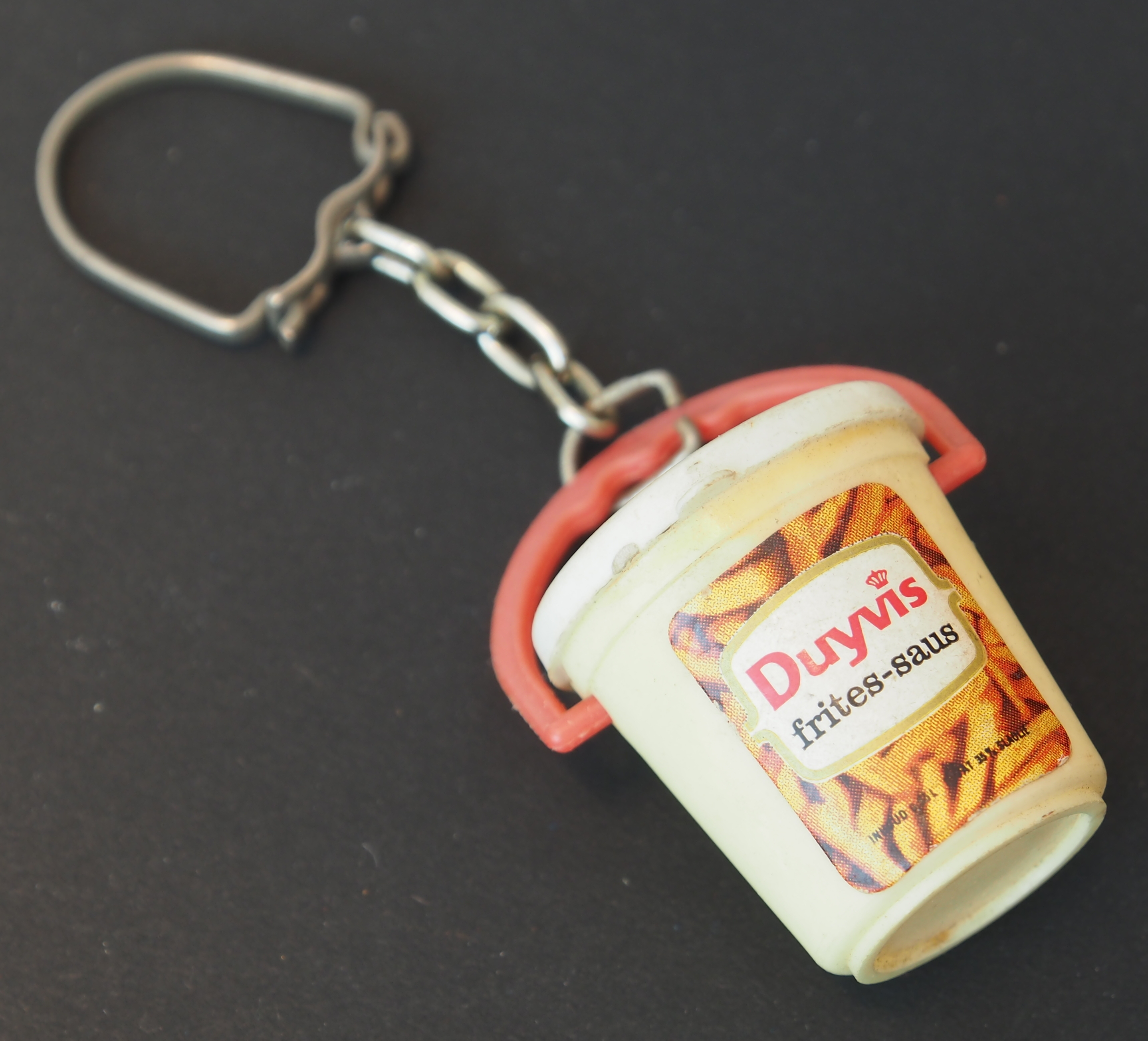
Duyvis frites-saussleutelhanger

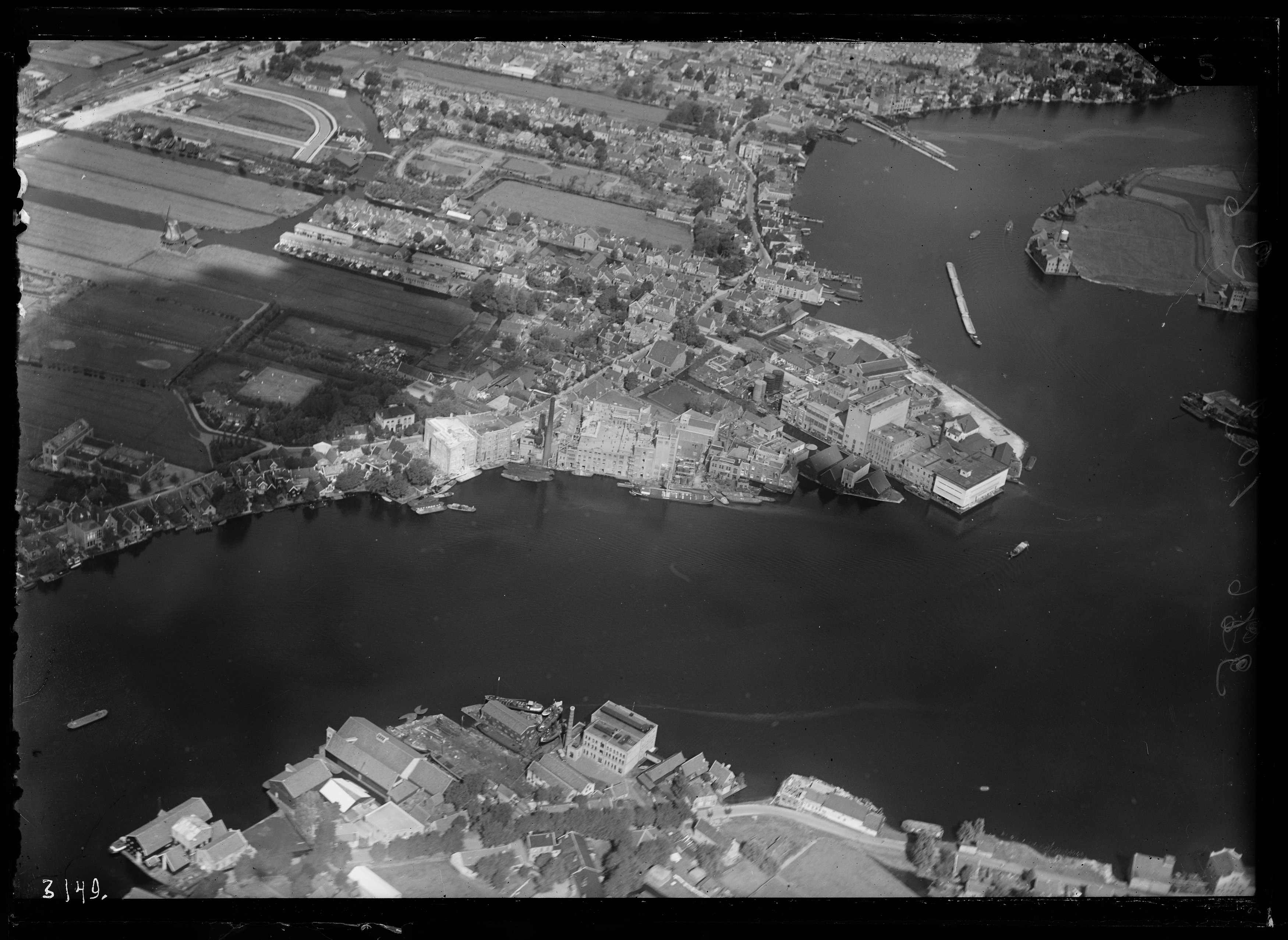
Het schiereiland in de Zaan te Koog aan de Zaan met daarop links fabrieken van Honig en rechts fabrieken van Duyvis.

Duyvis is een Nederlands bedrijf in Koog aan de Zaan actief op het gebied van plantaardige oliën en noten.

## Geschiedenis
De geschiedenis van Duyvis ving aan met Teewis Duyvis, die in 1806 een oliemolen in de Zaanstreek erfde van zijn oom. Deze molen, die De Ooijevaar heet en nog steeds bestaat, verwerkte lijnzaad tot lijnolie en lijnkoeken. De laatste werden als veevoer gebruikt. Ook oliemolen De Poelsnip, die in 1917 werd stilgezet, behoorde toe aan Duyvis. Op het hoogtepunt bezat Duyvis 5 oliemolens en 2 pelmolens.
De kleinzoon van Teewis, die ook Teewis heette, nam het bedrijf over in 1850. Het bedrijf breidde zich uit met meerdere oliemolens, en heette aanvankelijk Teewis Duyvis Jansz., naar de kleinzoon van de eerste Teewis. Na het overlijden van Teeuwis zette zoon Ericus Gerard Duyvis (1852-1937) aanvankelijk samen met zijn moeder, Debora Gertruda Verkade, de zaak voort. In 1880 ging E G een vennootschap aan met Jan Spekham Duyvis onder de firma T. Duyvis Jz die een stoomoliefabriek liet bouwen. Nog steeds produceerde het bedrijf vooral veekoeken. Vanaf 1908 ging het bedrijf ook lijnolie exporteren en in 1920 begon men ook met het raffineren daarvan.
Het bedrijf werd tussen 1920 en 1930 een van de grotere olie-exporteurs van Nederland. In 1921 richtte E G Duyvis samen met zoon Teeuwis (1888-1977; al sinds 1909 bij het bedrijf) de nv Oliefabrieken T. Duyvis Jz. op, waarvan zij beiden de enige aandeelhouders zijn. Toen in de crisistijd van de jaren dertig de afzet terug en ging de firma slaolie produceren voor consumenten. In en vlak na de Tweede Wereldoorlog stagneerde de import van de benodigde grondstoffen voor de olieproductie. Het bedrijf ging over op andere plantaardige oliesoorten.

## Na 1945
Het bedrijf bleef zich daarna bezighouden met de consumentenmarkt en verkocht voortaan vooral merkartikelen. In 1957 richtte het bedrijf daartoe een Franse dochter op, Mayolande, die handelde in Bénénuts (borrelnootjes). In 1959 verkreeg het bedrijf het predicaat Koninklijk. In 1961 begon het bedrijf met de productie en verkoop van zakjes pinda's en andere noten. In hetzelfde jaar werd het bedrijf overgenomen door Akzo. Dit betekent het einde van een meer dan 150 jaar oud familiebedrijf. Door de fusie verloor Duyvis het predicaat Koninklijk. In 1987 werd het overgenomen door Douwe Egberts. In 1991 werd een geheel nieuwe fabriek in Zaandam gebouwd, die vlak bij de molen was gelegen, en werd het de bekendste nootjesfabrikant. In 2006 verkocht Douwe Egberts (destijds onderdeel van Sara Lee Corporation) Duyvis voor circa 130 miljoen euro aan de frisdranken- en snackproducent PepsiCo.

## Producten
Duyvis produceert anno 2023 vooral pindaproducten en borrelnootjes. Onder de merknaam Duyvis worden ook dipsauzen en tafelsauzen verkocht. Merknaam en producten zijn onderdeel van PepsiCo.